# 橋本孝之
橋本 孝之（はしもと たかゆき、1954年7月9日 - ）は日本の実業家。元日本アイ・ビー・エム社長。愛知県出身。
1978年、名古屋大学工学部卒業後、日本アイ・ビー・エム入社。名古屋地区営業担当、ゼネラル・ビジネス事業部長、専務取締役等を経て、2009年社長就任（在職中の業績の推移については日本アイ・ビー・エム#業績の推移を参照）。2012年5月15日付で、社長をマーティン・イェッターに譲り、取締役会長となる。2017年8月より名誉相談役を務める。

## 経歴
- 1973年3月 - 愛知県立熱田高等学校卒業[3]
- 1978年3月 - 名古屋大学工学部応用物理学科卒業[2]
- 1978年4月 - 日本アイ・ビー・エム株式会社入社[1][2]
- 1996年1月 - システム製品事業部、AS/400製品事業部長[1]
- 1998年1月 - ゼネラル・ビジネス事業部長[1]
- 2000年4月 - 取締役[1]
- 2003年4月 - 常務執行役員[1]
- 2007年1月 - 専務執行役員[1]
- 2008年4月 - 取締役専務執行役員[1]
- 2009年1月 - 代表取締役社長[1]
- 2012年5月 - 取締役会長[1]
- 2014年4月 - 会長[1]
- 2017年8月 - 名誉相談役[4]
- 2019年11月 - 山城経営研究所代表取締役社長[5]
- 2025年6月 - 日本アスペン研究所理事長[6]

## 主な兼職
2025年6月時点
- カゴメ株式会社 社外取締役
- 中部電力株式会社 社外取締役
- 三菱ケミカルグループ株式会社 社外取締役
- デロイトトーマツ合同会社 および 有限責任監査法人トーマツ 独立非業務執行役員
- 公益社団法人経済同友会 幹事
- 一般社団法人日本経済団体連合会 顧問
- 国立大学法人東海国立大学機構経営協議会委員、国立大学法人東海国立大学機構機構長選考会議議長[7]
- 東京都公立大学法人東京都立産業技術大学院大学 運営諮問会議委員長
- 一般社団法人学士会 代議員
- 一般社団法人日本アスペン研究所 理事長
- NPO法人コーポレート・ガバナンス・ネットワーク 理事